# أليس منتشر
الأليس المنتشر نوع نباتي يتبع جنس الأليس من الفصيلة الصليبية.

## البيئة والانتشار
موطنه إيطاليا وجنوب فرنسا وإسبانيا وأدخل أيضاً إلى اليونان.